# تنگ تهر
 تَنگ تَـهر  روستای کوچکی در منطقه گوده و از توابع بخش مرکزی شهرستان بستک در غرب استان هرمزگان در جنوب ایران واقع شده‌است.

## محدودهتَنگ تَهر
از شمال چاه دزدان، از جنوب چاه قیل، از مغرب زنگارد، و از سمت مشرق به مورد محدود می‌گردد.

## جمعیت
جمعیت آن ۹۵ نفر (۱۸ خانوار) است که از اهل سنت و از شاخه شافعی هستند یعنی از پیروان امام محمد ادریس شافعی می‌باشند و به زبان فارسی و به گویش محلی تکلم می‌کنند.
دارای مسجد، وآب‌انبار برکه است.
در جنوب غربی روستای ایلود و در وسط دره‌ای واقع شده‌است، ته دره و در امتداد دره ۵۰۰ اصله نخل دیم وجود دارد.

## پیشه
پیشهٔ مردم روستا دامداری وکشاورزی است و از این راه امرار معاش می‌کنند. وداری ۱۵ من زمین زیر کشت دیم می‌باشد.

## فهرست منابع و مآخذ
- محمدیان، کوخردی، محمد.  «شهرستان بستک و بخش کوخرد»  ج۱. چاپ اول، دبی: سال انتشار ۲۰۰۵ میلادی.
- عباسی، قلی، مصطفی،  «بستک وجهانگیریه»،  چاپ اول، تهران: ناشر: شرکت انتشارات جهان معاصر، سال ۱۳۷۲ خورشیدی.
- سلامی، بستکی، احمد.  (بستک در گذرگاه تاریخ)  ج۲ چاپ اول، ۱۳۷۲ خورشیدی.
- بالود، محمد.  (فرهنگ عامه در منطقه بستک)  ناشر همسایه، چاپ زیتون، انتشار سال ۱۳۸۴ خورشیدی.
- بنی عباسیان، بستکی، محمد اعظم،  «تاریخ جهانگیریه»  چاپ تهران، سال ۱۳۳۹ خورشیدی.
- الکوخردی، محمد، بن یوسف، (کُوخِرد حَاضِرَة اِسلامِیةَ عَلی ضِفافِ نَهر مِهران Kookherd, an Islamic District on the bank of Mehran River) الطبعة الثالثة، دبی: سنة ۱۹۹۷ للمیلاد.
- بختیاری، سعید،  «اتواطلس ایران» ، “ مؤسسه جغرافیایی وکارتگرافی گیتاشناسی، بهار ۱۳۸۴ خورشیدی.
- نگاره‌ها از: محمد محمدیان.
- محمد، صدیق «تارخ فارس» صفحه‌های (۵۰ ـ ۵۱ ـ ۵۲ ـ ۵۳)، چاپ سال ۱۹۹۳ میلادی.
- محمدیان، کوخری، محمد، “ (به یاد کوخرد) “، ج۱. ج۲. چاپ اول، دبی: سال انتشار ۲۰۰۳ میلادی.
- اطلس گیتاشناسی استان‌های ایران [Atlas Gitashenasi Ostanhai Iran] (Gitashenasi Province Atlas of Iran)